# UH-60 Black Hawk

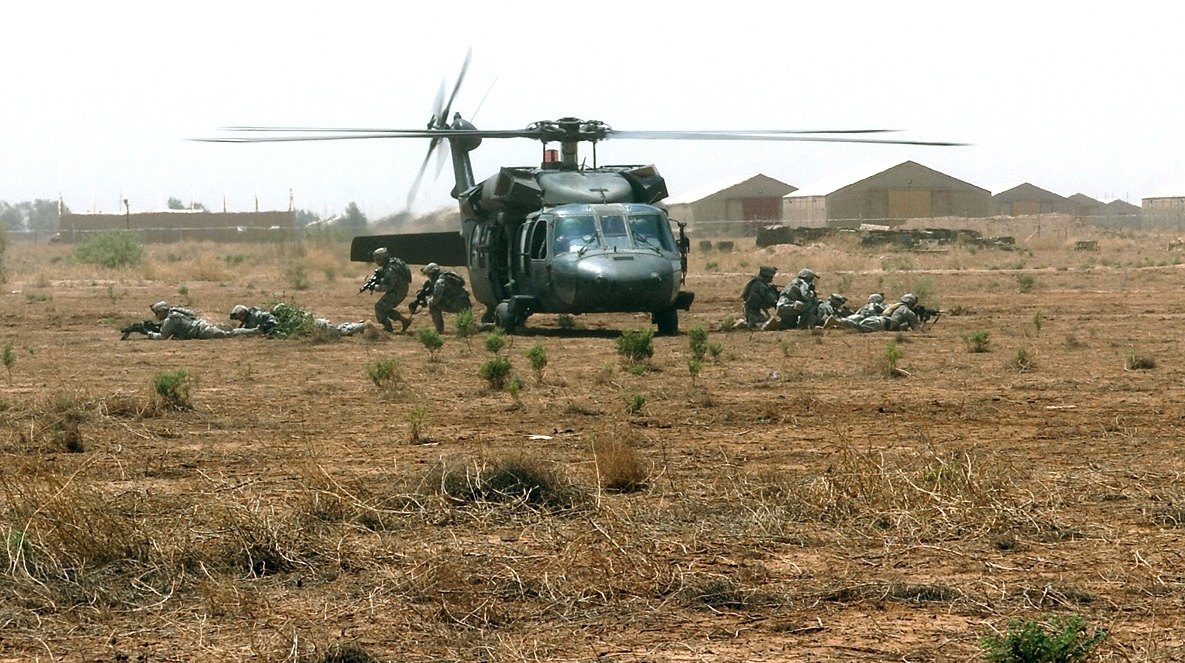
Het invliegen van luchtlandingstroepen.

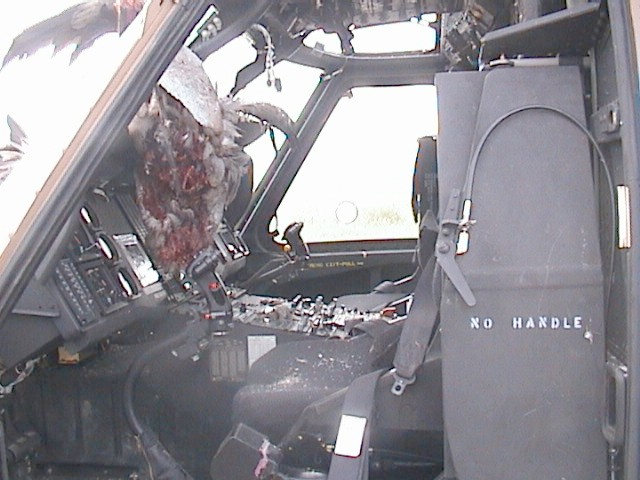
de cockpit van een UH-60 na een vogelaanvaring.

De Sikorsky UH-60 Black Hawk is de huidige standaard middelzware transporthelikopter van de Amerikaanse krijgsmacht. Hij wordt gebruikt voor het invliegen van luchtlandingstroepen en voorraden, voor aanvallen vanuit de lucht, voor commandovoering en voor medische noodevacuaties.
Het toestel is ontworpen om elf volledig bepakte soldaten en een 105 mm houwitser met dertig granaten te vervoeren.

## Algemeen
Vanaf zijn eerste vlucht in 1978 bleek, ondanks de relatief hoogstaande technologische componenten aan boord, hoe gemakkelijk hij in het terrein te onderhouden was.
Omdat de UH-60 werd ontworpen om troepen naar het front te brengen heeft hij een redelijk incasseringsvermogen. Hij kan treffers van handvuurwapens verwerken tot aan inslagen van hoog explosieve projectielen van middelmatig kaliber. Zijn belangrijkste componenten zijn gepantserd of dubbel uitgevoerd en het airframe werkt tijdens een eventuele crash als veiligheidskooi ter bescherming van de inzittenden.
De Black Hawk werd in 1983 voor het eerst ingezet bij de invasie van het eilandje Grenada. Daarna volgden missies in Panama, Azië, Somalië. Haïti, Bosnië en Irak.
UH-60’s worden ook door de USCG tegen drugsmokkel ingezet en exportversies van het toestel zijn al verkocht aan meer dan twintig landen.
In 2001 kregen alle Amerikaanse UH-60 Black Hawks een tijdelijk vliegverbod vanwege plotseling ontstane scheuren in de bevestigingsbouten van de rotorbladen. Het ging hier om acht bevestigingsbouten per toestel. Omdat het om een constructiefout bleek te gaan werden hierop al deze onderdelen gewisseld en een maand later waren de toestellen weer beschikbaar.
Tot op heden heeft dit toestel met succes een grote diversiteit aan opdrachten uitgevoerd.
Bij het grote publiek werd de Black Hawk helikopter bekend na de film Black Hawk Down (2002), geregisseerd door Ridley Scott, naar het gelijknamige boek uit 1999 van Philadelphia Inquirer verslaggever Mark Bowden, over een fataal verlopen actie van het Amerikaanse leger in Mogadishu.

## Geschiedenis/ontwikkeling
De UH-60 Black Hawk werd vanaf 1978 operationeel en de US Army werd tot 1989 uitgerust met 485 standaard UH-60A modellen. In 1989 werd in verband met beduidende technische wijzigingen de modelaanduiding UH-60L ingevoerd. De UH-60A’s werden alle op L standaard gebracht en er werden nieuwe bestellingen gedaan om het totaal binnen zeven jaar op 1463 toestellen te brengen.
Vanwege de goede vliegeigenschappen, simplisme in onderhoud en succesvolle inzet werd het toestel al heel snel ook bij de overige Amerikaanse krijgsmachtdelen ingevoerd.
UH-60L Black Hawk. In 1989 uitgerust met twee General Electric T700-GE-701C 1890 Pk turboshaft motoren en een steviger rotorkop (gearbox). Hierdoor kreeg hij meer hefvermogen en kon hij hoger en onder zeer warme omstandigheden beter vliegen. De UH-60L kan worden uitgerust met het External Store Support System (ESSS) waarmee de mogelijkheden nog veelzijdiger worden. ESSS bestaat uit vier verwijderbare pylontanks waarmee de Black Hawk een extra vliegbereik krijgt, of uit zestien Hellfire raketten.
UH-60 Fire Hawk; een ontwikkelingsprogramma om de UH-60’s in vredes en oorlogstijd te voorzien van een interne brandblusinstallatie van duizend gallon. De eisen houden in het ontwerpen en testen waarbij de gevechtscapaciteit onder alle omstandigheden behouden blijven.
EH-60A is de Electronic Countermeasures (ECM) variant die een speciale externe antenne heeft om vijandelijke verbindingen te onderscheppen en te verstoren. De EH-60E is aangedreven door twee General Electric T700-GE-700 turboshaft motoren.
EH-60B  versie is een Stand-Off Target Acquisition System (doelverzamelsysteem) om de bewegingen van vijandelijke eenheden op de grond waar te nemen en deze aan een hoger echelon door te geven.
UH-60Q MEDEVAC; de medische variant met een bemanning van drie,een verzorgingssysteem voor zes patiënten, eigen zuurstofvoorziening, hartbewakingsapparatuur, en een medische afzuigvoorziening. Hij is afgeleid van de UH-60A en heeft dezelfde capaciteiten en vluchtkarakteristieken. Geschikt voor verzorging van militaire oorlogsslachtoffers en voor toepassing na natuurrampen.
Ook de UH-60Q-communicatiemogelijkheden zijn gericht op het behoud van de actuele situation awareness en het toestel is uitgerust met geïntegreerde Doppler/gps, een Personnel Locator System (PLS), Night Vision Goggles (NVG) interieurverlichting en Forward Looking InfraRed Radar (FLIR).
MH-60G Pave Hawk. Een tweemotorige helikopter met middelzware capaciteit ten behoeve van het Air Force Special Operations Command (AFSOC)- deel uitmakend van het U.S. Special Operations Command – (USSOCOM).
De primaire missies van dit toestel zijn de inzet bij infiltratie, exfiltratie en bevoorrading van special forces in alle weers en gevechtsomstandigheden. Secundaire missies zijn search and rescue na het gevecht.
Tijdens de operatie Desert Storm, werden Pave Hawks belast met het opzoeken en terughalen van neergeschoten vliegers in Irak, Saoedi-Arabië, Koeweit en de Perzische Golf. Ook hielpen zij de ingezette sea, air and land (SEAL) teams die de kust van Koeweit verkenden bij hun in- en exfiltraties.
De MH-60G heeft all-weatherradar en inflight refueling capaciteit en heeft extra interne brandstoftanks. Ook heeft hij een lier met een kabel van 61 meter die 270 kilo kan dragen, een automatisch stabilisatiesysteem die hem in alle omstandigheden horizontaal houdt en ijsbestrijdingsapparatuur voor de instrumenten, motor en rotorbladen. Het landingsgestel bestaat uit drie niet intrekbare wielen. Met achteruitglijdende schuifdeuren aan beide zijden kan zeer snel ge- of ontladen worden. Onder de romp kunnen externe ladingen worden gehangen tot 3600 kilo. Pave Hawks hebben een opvouwbaar rotorblad systeem en een staartstabilisator waardoor ze aan boord van schepen kunnen worden ingezet.
MH-60K War Hawk; is standaard special ops versie. Hij is in staat in slechte weersomstandigheden over lange afstand lading te vervoeren over vijandelijk gebied.
Hij is hiervoor aangepast met twee verwijderbare externe brandstoftanks, twee machinegeweren van 12,7 mm of 0.50 kaliber, een air-to-air-refuelingsysteem en een externe lier. Ook kunnen twee M134 7.62mm-"miniguns" worden gemonteerd. De avionica bestaat onder meer uit interactieve Multi-Functionele Displays (MFD’s), Forward-Looking Infrared (FLIR), een digitale kaart en terrein volgende multi-mode radar. De beschermingsmiddelen bestaan onder meer uit radar- en raketwaarschuwingssystemen en IR jammers. De MH-60K is geschikt om te opereren vanaf schepen en wordt aangedreven door twee General Electric T700-GE-701C 1899 pk turboshaftmotoren.
HH-60G Pave Hawk. Deze heeft als hoofdtaak de search and rescue tijdens offensieve inzet en infiltratie, bevoorrading en exfiltratie van speciale strijdkrachten in vijandelijk gebied onder alle mogelijk weersomstandigheden.
De HH-60G treedt hierbij zelfstandig op en pikt soldaten op na een landing of middels touwladders of een lier. Bij de nadering voor dit soort operaties wordt zeer laag en hard gevlogen om de dreiging zo laag mogelijk te houden. De vliegers trainen dus regelmatig hun hulpmiddelen als tactische low-levelvluchtprofielen, night vision goggles (NVG) en forward looking infrared (FLIR) bij alle weersomstandigheden.
De standaardbemanning van een Pave Hawk is gewoonlijk vijf man; twee vliegers, een mecanicien en twee parachutisten/redders. Het toestel kan daarnaast nog acht man extra vervoeren.
Pave Hawks hebben een reddingslier met zestig meter kabel en 270 kilo tilvermogen en is ter bescherming bewapnd met in de deuren gemonteerde M-60, M-240, of GAU-2B machinegeweren. Verder heeft hij twee door de bemanning te bedienen 7.62 mm "miniguns" die in de raamopeningen zijn gemonteerd. Ook kunnen eventueel twee 12,7 mm ( 0.50 kaliber) machinegeweren in de zijdeuren worden gezet. De APR-39A(V)1 radar waarschuwer, ALQ-144A infrarood jammer, het Hover Infrared Suppression System (HIRSS), de M-130 chaff dispenser en de precisie navigatie apparatuur bestaande uit gps, het Inertial Navigation System (INS) en Doppler leveren de verdere bescherming.
Het toestel is tevens geschikt om eventueel strijdkrachten op een gekaapt schip neer te laten en dat vervolgens veilig te stellen. Het uitvoeren van dit soort operaties vergt een nauwkeurige voorbereiding en planning waarbij militairen eventueel zeer snel met rubberboten ingezet moeten worden. Nadat de boot in het water ligt dalen de militairen aan touwen in het water (fast roping)waarna de motor omlaag gelaten wordt. Ook kunnen troepen middels parachute-operaties worden ingezet als helikopters niet kunnen landen. Het gaat hierbij dan om vrijeval sprongen vanaf minimale hoogte van 2500 voet boven de zee of de grond.
CH-60 Sea Hawk; de huidige combatsupport helikopter van de US Navy die ondersteunende logistieke sector van de vloot op diverse manieren bedient. Zo levert hij niet alleen ondersteuning bij amfibische operaties maar treedt hij ook op als Search and Rescue (SAR) helikopter voor de Amphibious Task Force (ATF). Ook wordt hij ingezet bij humanitaire hulpmissies, transport van belangrijke personen en bij natuurrampen.
Stealth MH-60 Hawk; Over dit toestel is weinig bekend. Experts vermoeden dat het een zeer geheim, superstil model is, dat onzichtbaar is gemaakt voor radar. Dit toestel is voor het eerst gezien in Abbottabad, Pakistan. Een toestel van dit type was neergestort tijdens operatie Neptune Spear, een geheime missie waarbij Osama bin Laden om het leven kwam.